# Crisicoccus matsumotoi
Crisicoccus matsumotoi är en insektsart som först beskrevs av Siraiwa 1935.  Crisicoccus matsumotoi ingår i släktet Crisicoccus och familjen ullsköldlöss. Inga underarter finns listade i Catalogue of Life.